# Папулас, Анастасиос
Анастасиос Папулас (греч. Αναστάσιος Παπούλας; 1 (13) января 1859, Месолонгион — 24 апреля 1935, Афины) — греческий генерал, командующий греческим экспедиционным корпусом в годы второй греко-турецкой войны.

## Биография

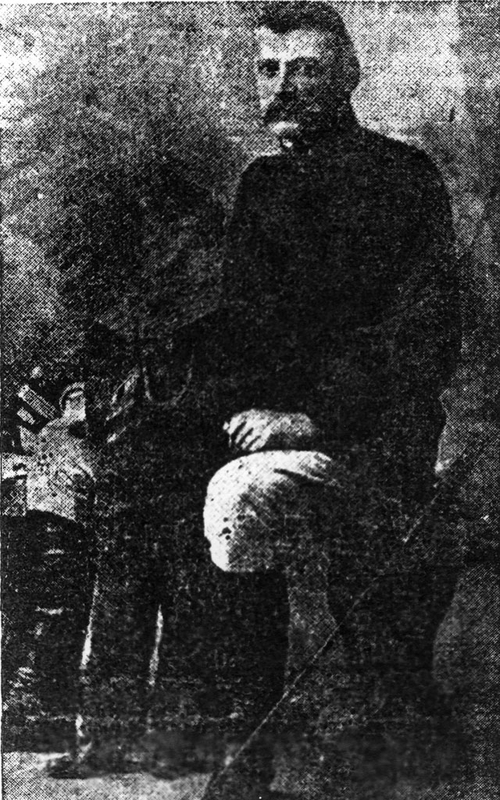
Антастасиос Папулас в конце XIX века.

Родился в городе Месолонгионе в 1859 году. Приняв решение стать военным, окончил школу унтер-офицеров.
Принимал участие в Греко-турецкой войне 1897 года.
В январе 1904 года Папулас вступил в организацию «Македонский комитет», поставивший своей целью воссоединение с Грецией, османской тогда, Македонии, где сталкивались греческие и болгарские интересы. В феврале 1904 года Папулас прибыл Македонию, вместе с офицерами Александросом Кондулисом, Георгиосом Колокотронисом и Павлос Мелас, в результате чего удалось наладить связь с местным населением и македономахами (борцами за объединение Македонии с Грецией), в том числе Константиносом Христу, П. Киру и Никалаосом Пирзасом. Вернувшись на Родину, офицеры выступили с докладом правительству об организации политической и вооружённой борьбы в Македонии. Через некоторое время Колокотронис и Мелас вновь оказались в Македонии, где, в октябре 1904 года, последний погиб в бою с турками.
Современный болгарский историк Георгий Даскалов рассказывает, что в своём докладе Кондулис и Мелас указывали на возможность вести военную пропаганду в Македонии. Папулас и Колокотронис были более сдержанными, считая ситуацию неблагоприятной и что позиции болгар в Македонии будет трудно изменить. Правительство и генеральный штаб приняли доклад Кондулиса и Меласа, что положило начало греческой вооружённой борьбе за Македонию.
Во время офицерского движения 1909 года, имевшего кроме реформаторских целей и антимонархистскую направленность, Папулас был начальником кадров в Военном министерстве. Папулас был сторонником трона и действовал против «Союза офицеров».
В Балканские войны Папулас вступил в звании полковника, командующего 10-го полка 3-й дивизии. К концу войн он находился в звании генерал-лейтенанта и имел в подчинении 4-й армейский корпус в Эпире.
По мнению Венизелоса, Греции было необходимо вступить в Первую мировую войну именно на стороне Антанты, что позволило бы ей включить ряд территорий в свой состав в случае победы. В результате союзников удалось склонить к разрешению ввести греческие войска в Северный Эпир, где проживали в основном греки.
В октябре 1914 года 7-я дивизия, под командованием Папуласа, заняла Северный Эпир. После обострения политических противоречий в мире греческие войска были вынуждены оставить территорию, однако, через месяц греки Северного Эпира провозгласили его автономным государством.
В 1916 году Папулас принимал участие в вооружённых антифранцузских выступлениях офицеров-сторонников короля-германофила в Афинах.
В 1917 году, после свержения короля Константина, Папулас поднял восстания в Фивах и на Пелопоннесе, за что его приговорили к смертной казни. В результате вмешательства Венизелоса наказание удалось смягчить.
Первоначально содержался в афинской тюрьме, позже, до октября 1920 года, — на о. Крит.
В 1919 году, после раздела Османской империи Антантой, в состав Греции временно, сроком на 5 лет (до проведения референдума) вошла Смирна и прилежащие к ней земли, где проживали греки. Здесь начались бои греческой армии с кемалистами. В ноябре 1920 года в Греции прошли выборы, на которых победу одержали монархисты, пообещавших «вернуть наших парней домой». Однако, новое правительство продолжило войну.
После этих крайне неудачных для Венизелоса выборах и прихода к власти «Объединённой коалиции монархистов-оппозиционеров» в 1920 году, Леонидас Параскевопулос был смещён с поста командующего греческими войсками в Малой Азии.
Новым командующим монархисты назначили аминистированного 5 дней тому назад Анастасиоса Папуласа в звании генерал-майора.
В декабре 1921 года началась первая наступательная разведка греков, вошедшая в турецкую историографию под названием «первая битва при Инёню».
В марте 1921 года, в ходе весеннего наступления, ставшего известным в Турции как вторая битва при Инёню, греческие войска находились под командованием Папуласа.
Также и в ходе крупномасштабного летнего наступления 1921 года и сражения при Афьонкарахисаре-Эскишехире греческие войска находились под его командованием.
Разгромив турок, греки заняли город Афьонкарахисар, Эскишехир располагавшуюся между ними железную дорогу. 5/18 июля Папулас вступил в Кютахью.
По мнению Д. Фотиадиса, занятие им последнего города имело символический скрытый смысла. Папулас из Месолонгиона, занял Кютахью, названный в честь Кютахи-паши, командовавшего османскими войсками в ходе осады Месолонгиона (см. Третья осада Месолонгиона).
Однако туркам, несмотря на поражение, удалось выйти из окружения и отвести войска на восток, за реку Сакарья. Перед греческим командованием возникла дилемма. Греция находилась в состоянии войны с 1912 года. Население страны бедствовало и жаждало мира. Солдаты с нетерпением ожидали своей демобилизации. Победа монархистов на выборах несколько месяцев назад стала возможной именно благодаря их обещанию вывести страну из войны. Предполагаемая стратегическая окончательная победа не состоялась и стала лишь ещё одной тактической победой. С целью обсуждения возможности дальнейшего наступления, в Кютахье состоялась встреча короля Константина I, премьер-министра Димитриоса Гунариса и генерала А. Папуласа. Политическая ситуация явно не благоприятствовала Греции. Именно из-за интересов Антанты государству пришлось принять участие в походе в Малую Азию, ставшего греко-турецкой войной. Союзническая Италия уже сотрудничала с кемалистами; Франция, обеспечив свои интересы, тоже встала на их сторону; поддержка Англии носила вербальный характер. Перед правительством Греции стояли 3 альтернативы:
1. вывести войска из Малой Азии и включить в состав страны Восточную Фракию (ныне — европейская часть Республики Турция). Но такое решение был равносильно оставлению на произвол судьбы коренного греческого населения Ионии.
2. перейти от к обороне территорий вокруг Смирны
3. продолжать наступления и штурмовать Анкару, ставшую столицей повстанцев. Данные действия были невозможны, в связи с отсутствием у Греции ресурсов.

Современный английский историк Д. Дакин указывает, что начальник греческого генштаба Виктор Дусманис выступил противником продолжения наступления. Папулас относился к идее положительно и был поддержан королём Константином.
Однако греческие историки, например Т. Герозисис, пользуясь документами совещания и мемуарами его участников, утверждают, что и Папулас выступил его противником.
По мнению Д. Фотиадиса, у Папуласа «полностью отсутствовала уверенность в увенчании успехом попыток овладеть Анкарой, но, под давлением политиков, ему пришлось смириться».
Правительство желало как можно быстрее вывести страну из войны и, проигнорировав сторонников перехода к обороне, приняло решение о дальнейшем наступления. После месячной подготовки, благодаря которой и турки смогли организовать оборону, греческие войска, в составе 7 дивизий, форсировали реку Сакарья и начали движение на восток.
Монархист Папулас выступил на стороне офицеров, выразивших протест против проводимой правительством кадровой политики, в результате чего из 28 военнослужащих, получивших звание генерал-лейтенанта, только 10 принимали участие в военных действиях, а остальные находились при короля, в Греции.
В ходе сражение за Анкару греческим войскам не удалось осуществить поставленную задачу, и они отступили за реку Сакарья. По мнению греческого историка Д. Фотиадиса, «в тактическом плане мы одержали победу, в стратегическом — понесли поражение».
Под контроль монархистов перешла вдвое большая территория в Малой Азии, по сравнению с предоставленной ей Севрским миром, однако дальнейшее наступление было невозможно. Одновременно, не зная, как поступить с греческим населением, проживавшим в данном регионе, правительство медлило с эвакуацией войск из Малой Азии. В течение года линия фронта не изменилась.
В марте 1922 года союзники предложили грекам вывести войска с территории Малой Азии. По мнению историка Т. Герозисиса, в данном положении А. Папулас порекомендовал правительству предоставить Ионии (западная часть Малой Азии) автономию, что он считал единственным способом решения проблемы. Предложение отклонили, Папулас подал в отставку. В мае 1922 года, после отставки А. Папуласа, на его пост баллотировалось 3 кандидата, в том числе Георгиос Полименакос. Но правительство монархистов, сомневаясь в политических взглядах Полименакоса, предпочло назначить на данный пост Г. Хадзианестиса, «самого ненавистного в армии офицера, из-за характера».
Д. Дакин считает Папуласа колебавшимся и не имевшим возможности принять решения о предоставлении Ионии автономии.
По официальной версии, отставка Папуласа имела непосредственно отношение к его возрасту, но на самом деле — политическими разногласиями с губернатором Смирны Аристидом Стергиадисом.
В августе 1922 года греки в Малой Азии понесли полное поражение, по мнению греческих историков, из-за неумелого руководства Хадзанестиса. Последовали геноцид и депортации кемалистами коренного греческого населения Ионии, известного в греческой историографии как «Малоазийская катастрофа».
В конце войны король Константин предложил назначить Папуласа командующим экспедиционной армией. Однако, в результате деятельности противников по политическим убеждениям, Папуласу пришлось остаться в Афинах
После поражения и отставки Хадзианестиса во главе армии в Малой Азии стал генерал-лейтенант Георгиос Полименакос.
После «Малоазийской катастрофы» состоялась антимонархистская революция, в Афины прибыли революционеры. На переговорах в г. Лаврион Папулас выступил посредником между королём и революционно настроенными офицерами. Желание назначить Папуласа премьер-министром успехом не увенчалось.
На процессе шести, в ноябре 1922 года, Папулас выступил на стороне лиц, обвинявших в поражении Г. Хадзианестиса, однако, существовала возможность стать ему самому обвиняемым, должно быть, из-за переложения ответственности на своего преемника.
Свидетельство Папулоса стало решающим для суда. Папулас утверждал, что поход к Анкаре состоялся из-за выдвинутого премьер-министром Димитриосом Гунарисом, движимого политическими мотивами, требования.
После окончания процесса Папулас вступил в ряды партии Венизелоса.
В 1934 году он стал во главе офицерской организации сторонников Венизелоса под названием «защита республиканцев».
В 1935 году Папуласа арестовали за участие в неудавшемся путче 1-го марта 1935 года Пластираса — Венизелоса, и приговорён к смертной казни. Был расстрелян 24 апреля 1935 года, в возрасте 78 лет, вместе с генерал-лейтенантом М. Кимисисом, в момент расстрела, по мнению очевидцев, выкрикнул слова «За республику!». По мнению современного историка Г. Караяниса, расстрел Папуласа был произведён монархистами, желавшими отомстить за «расстрел шести» в 1922 году
Триандафилос Герозисис утверждает, что Папуласа расстреляли из-за его свидетельства, решившего участь обвиняемых, и его преданности королю до «Малоазийской катастрофы».